# Doctor Albert

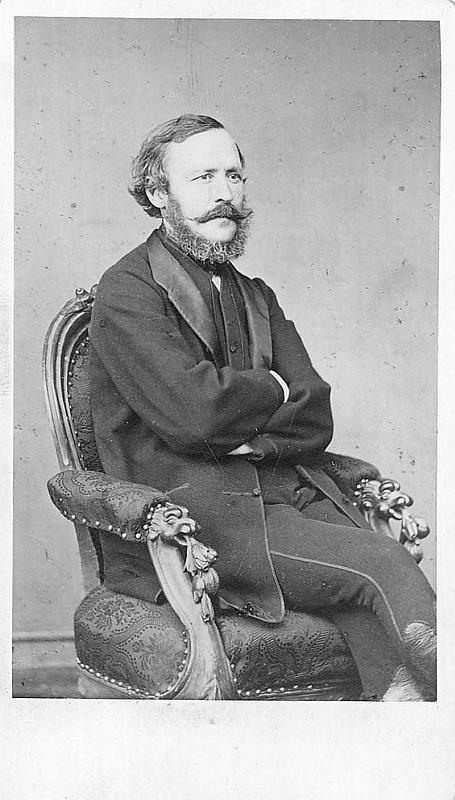
Doctor Albert és Borsos József fényképe Eötvös Józsefről

Doctor Albert (Pilsen, 1818, más források szerint Pest, 1825 – Budapest, 1888) festő, fényképész

## Élete
Tanulmányait a bécsi Képzőművészeti Akadémián végezte, majd Pestre jött, ahol Landau Lénárd rajziskolájában tanított és arcképfestéssel foglalkozott. 1846 és 1854 között csaknem minden évben kiállított a pesti Műegylet kiállításain főleg vízfestésű arcképeket, az 1852. kiállításon pedig egy életképe (Játszó gyermekek) volt látható. Arcképei közül igen ismert Guyon Richárd tábornok képmása, mely kőnyomatban is megjelent. Az Ernst Múzeum 1913. Magyar Biedermeier-Művészet kiállításán 3 vízfestésű arcképével szerepelt. Borsos József festőművésszel társulva az 1860-as években fényképészeti műtermet nyitott, s csaknem ugyanezen időben Kozmata Ferenc fényképésszel is társult.
Felesége a szintén pilseni születésű Hirsch Julianna volt.